# 眠れる森の熟女
『眠れる森の熟女』（ねむれるもりのじゅくじょ）は、NHK総合テレビジョンで2012年9月4日から10月30日まで、「よる★ドラ」（毎週火曜22:55 - 23:24〈JST〉）枠で放送されていた日本の連続テレビドラマ。主演は草刈民代。
「よる★ドラ」枠2012年度第1弾の連続ドラマ（4-8月は新作の制作を中断）で、9回にわたって放送。また、同枠では初めてのNHK放送センターによる完全自主制作作品でもあった。主演の草刈民代は女優に本格転向後、テレビドラマ初主演作品となる。
2015年8月31日までNHKオンデマンドで配信されていた。

## あらすじ
46歳の相沢千波は夫から突然離婚を提案される。夫はSNSを通じて知り合った中学時代の同級生と結婚したいといい、千波は失望してしまう。そんな中、とある人の計らいにより高級ホテルで働くことになったが、その職場内で千波よりも若い世界的ホテル王の「王子」・高岡祐輔と出会う。

## 出演

### 主要人物
相沢 千波
演 - 草刈民代
「HOTEL TAKAOKA INTERNATIONAL東京」ハウスキーパー。46歳。夫から突然の離婚を告げられ、自立のために専業主婦からホテルメイドとなる。
高岡 祐輔
演 - 瀬戸康史
「HOTEL TAKAOKA INTERNATIONAL東京」総支配人。御曹司で千波にとってお互い気になる存在となる。政略結婚で幼いころから親に決められていた婚約者がいる。
相沢 浩史
演 - 羽場裕一
千波の夫。みつば銀行部長。千波とは職場結婚。SNSで再会した中学の同級生に急激に魅かれ、千波との離婚を決意した。
新田 京子
演 - 磯野貴理子
千波の親友。みつば銀行社員。
七尾 麻美
演 - 朝倉あき
祐輔の婚約者。七尾ビルディング会長の孫娘。祐輔側は政略結婚でいるのに自分は本気であることが知られたら重いと感じ、自分には別に恋人がいると嘘をつく。勘が鋭く、祐輔に好きな人がいることを見抜く。
森山 春子
演 - 森口瑤子
浩史の同級生で不倫相手。女性誌『BRILLER』編集長。

### HOTEL TAKAOKA INTERNATIONAL
三島 みのり
演 - 左時枝
「HOTEL TAKAOKA東京」ハウスキーパーキャプテン。千波の先輩で良き相談相手。
佐々木 公平
演 - 小野了
「HOTEL TAKAOKA東京」総務部責任者。千波の上司。
安田
演 - 村松利史
「HOTEL TAKAOKA東京」総料理長。
石井 綾香
演 - 海老瀬はな
「HOTEL TAKAOKA東京」フロント。
渡辺 真由子
演 - 杉本有美
「HOTEL TAKAOKA東京」フロント。
高岡 和樹
演 - 落合モトキ
祐輔の義弟。「HOTEL TAKAOKA INTERNATIONAL大阪」総支配人。
高岡 可南子
演 - 内田もも香
祐輔の生母。諒一の元妻。交通事故で他界する。
高岡 諒一
演 - 榎木孝明
祐輔の父親。「HOTEL TAKAOKA INTERNATIONALグループ」会長。資産家の令嬢である玲子と結婚するために可南子と離縁。
高岡 玲子
演 - 横山めぐみ
祐輔の義母。諒一の後妻。
杉浦 はじめ
演 - 山本圭
総支配人付き秘書。祐輔の幼少期からのお世話係。

### 相沢家
相沢 里子
演 - 水野久美
浩史の母親。千波の姑。
相沢 かける
演 - 松岡広大
千波・浩史の一人息子。高校生。

### その他
松下
演 - 石田太郎
松下トラベル会長。「HOTEL TAKAOKA東京」の取引相手。
山下 政信
演 - 斉藤暁
派遣会社「みつばスタッフサービス」人材コーディネーター。
吉村 香澄
演 - 伊藤久美子
春子の部下。女性誌「BRILLER」編集部員。
安達 美緒
演 - 山口あゆみ
春子の部下。女性誌「BRILLER」編集部員。

## スタッフ
- 脚本：篠﨑絵里子
- 音楽：髙見優
  - 『よる★ドラ』枠で放送された作品では唯一、主題歌が設定されておらず『眠れる森の美女』をジャズ風にアレンジした楽曲がエンドロールで流された。
- 音響効果：菊地亮、米本満
- 法律監修：神田安積（早稲田大学リーガル・クリニック）
- ホテル業務指導：櫻井浩子
- イラストレーター：いしいのりえ
- 制作統括：屋敷陽太郎
- 演出：渡邊良雄、新田真三
- 制作・著作：NHK

## 放送日程
| 各回                                                      | 放送日   | サブタイトル                 | 演出     |
| --------------------------------------------------------- | -------- | ---------------------------- | -------- |
| 第1回                                                     | 09月04日 | 数十年遅れの王子様?          | 渡邊良雄 |
| 第2回                                                     | 09月11日 | あなたと私が思い描いてたもの | 渡邊良雄 |
| 第3回                                                     | 09月18日 | 王子様は、二重人格           | 渡邊良雄 |
| 第4回                                                     | 09月25日 | 女の人生、やり直せますか?    | 渡邊良雄 |
| 第5回                                                     | 10月02日 | 鎧を脱いで                   | 渡邊良雄 |
| 第6回                                                     | 10月09日 | 千波さんは今、恋をしています | 新田真三 |
| 第7回                                                     | 10月16日 | 女の勘                       | 新田真三 |
| 第8回                                                     | 10月23日 | 歳は関係ないでしょう         | 渡邊良雄 |
| 最終回                                                    | 10月30日 | 熟女が目覚めるとき           | 渡邊良雄 |
| 平均視聴率 6.4%（視聴率は関東地区・ビデオリサーチ社調べ） |          |                              |          |